# Aurora (Jean-Luc Ponty)
| Recensione | Giudizio |
| ---------- | -------- |
| AllMusic   |          |

Aurora è un album in studio del musicista francese Jean-Luc Ponty, pubblicato nel 1976.

## Tracce
1. Is Once Enough? – 4:58
2. Renaissance – 5:48
3. Aurora, Pt. 1 – 2:46
4. Aurora, Pt. 2 – 6:15
5. Passenger of the Dark – 4:17
6. Lost Forest – 5:27
7. Between You and Me – 5:58
8. Waking Dream – 2:25